# Celtic Challenge 2023-2024
Navigation
2023 2025
Le Celtic Challenge 2023-2024 est la deuxième édition de la compétition féminine internationale de rugby à XV opposant des franchises de trois des nations celtiques : l'Écosse, l'Irlande, et le pays de Galles. Le format a évolué cette saison, passant de trois à six équipes, avec deux par nations.
La franchise irlandaise des Wolfhounds est sacrée championne.

## Format
Les six équipes sont réunies dans une poule unique où elles s'affrontent toutes en match unique. Au bout des cinq journées, la phase de play-offs voit les trois équipes les mieux classées se rencontrer une nouvelle fois. Même chose pour les trois autres équipes. Les points gagnés lors de la première phase sont conservés.
Le classement final de la compétition est établi en compilant les résultats des deux phases de la compétition. Les trois journées de play-offs sont organisées à Édimbourg, Belfast et Llanelli.

## Participants
La fédération galloise crée deux équipes ex nihilo : le Brython Thunder pour Llanelli et le Gwalia Lightning basé à Cardiff. 
De son côté, la fédération écossaise calque ses deux équipes sur les franchises masculines existantes à Édimbourg et Glasgow. 
Quant à la fédération irlandaise, elle opte pour un modèle rassemblant les provinces du pays : les Clovers regroupent le Connacht et le Munster tandis que les Wolfhounds représentent le Leinster et l'Ulster. Mais dans les faits, chaque équipe sélectionne ses joueuses dans les quatre provinces, sans tenir compte des critères géographiques.
Les équipes galloises et irlandaises ne sont pas assignées à un seul stade et jouent dans plusieurs villes, soit à cause des contraintes de disponibilités des enceintes sportives où se joue aussi l'URC, soit en vue d'en faire la promotion (matchs en lever de rideau).
| Équipe           | Nation         | Entraineur                  | Ville               | Stade                                                  | Capacité           |
| ---------------- | -------------- | --------------------------- | ------------------- | ------------------------------------------------------ | ------------------ |
| Brython Thunder  | Pays de Galles | Ashley Beck (en)            | Llanelli Colwyn Bay | Parc y Scarlets Eirias Stadium                         | 14 870 6 080       |
| Clovers          | Irlande        | Denis Fogarty               | Dublin Cork         | Donnybrook Rugby Ground Musgrave Park                  | 6 000 8 008        |
| Édimbourg Rugby  | Écosse         | Claire Cruikshank           | Édimbourg           | Edinburgh Rugby Stadium                                | 7 800              |
| Glasgow Warriors | Écosse         | Chris Laidlaw               | Glasgow             | Scotstoun Stadium                                      | 9 708              |
| Gwalia Lightning | Pays de Galles | Catrina Nicholas-McLaughlin | Cardiff             | Cardiff Arms Park                                      | 12 125             |
| Wolfhounds       | Irlande        | Neil Alcorn                 | Cork Belfast Dublin | Musgrave Park Kingspan Stadium Donnybrook Rugby Ground | 8 008 18 196 6 000 |

## Résultats et classement
| Rang | Club             | J | V | N | D | Bo | Bd | Pm  | Pe  | Diff | Pts |
| ---- | ---------------- | - | - | - | - | -- | -- | --- | --- | ---- | --- |
| 1    | Wolfhounds       | 7 | 6 | 1 | 0 | 6  | 0  | 238 | 130 | +108 | 32  |
| 2    | Édimbourg Rugby  | 7 | 4 | 2 | 1 | 5  | 0  | 160 | 134 | +26  | 25  |
| 3    | Gwalia Lightning | 7 | 3 | 0 | 4 | 2  | 3  | 164 | 134 | +30  | 17  |
| 4    | Clovers          | 7 | 3 | 1 | 3 | 1  | 1  | 142 | 147 | -5   | 16  |
| 5    | Brython Thunder  | 7 | 3 | 0 | 4 | 3  | 1  | 113 | 137 | -24  | 16  |
| 6    | Glasgow Warriors | 7 | 0 | 0 | 7 | 0  | 1  | 87  | 222 | -135 | 1   |

|  | Vainqueur de la compétition |

### Phase régulière

#### 1rejournée
| 29 décembre 2023 | Wolfhounds | 21 - 15 (0 - 5) | Clovers bd                                                      | Musgrave Park, Cork Arbitre : Joy Neville |
| 29 décembre 2023 | Essai(s) : 3 Djougang (63e), Delaney (69e), Corri (77e) Transformation(s) : 3 Caughey (63e, 69e, 77e) Carton(s) jaune(s) : 1 Brady (74e) | Rapport         | Essai(s) : 3 Buttimer (38e), Hughes (en) (58e), Barrett (80e+1) | Musgrave Park, Cork Arbitre : Joy Neville |
| 29 décembre 2023 | | Rapport         |                                                                 | Musgrave Park, Cork Arbitre : Joy Neville |

| 30 décembre 2023 | Édimbourg Rugby bo                                                                                       | 28 - 12 (21 - 5) | Glasgow Warriors                                           | The Hive Stadium, Édimbourg 1 934 spectateurs Arbitre : Hollie Davidson |
| 30 décembre 2023 | Essai(s) : 4 Bell, McNamara (2), Fletcher Transformation(s) : 4 Marlow Carton(s) jaune(s) : 1 Bell (45e) | Rapport          | Essai(s) : 2 McMillan, Tucker Transformation(s) : 1 MacRae | The Hive Stadium, Édimbourg 1 934 spectateurs Arbitre : Hollie Davidson |
| 30 décembre 2023 | | Rapport          |                                                            | The Hive Stadium, Édimbourg 1 934 spectateurs Arbitre : Hollie Davidson |

| 1er janvier 2024 | Gwalia Lightning                                                                              | 20 - 5 (20 - 5) | Brython Thunder     | Rodney Parade, Newport |
| 1er janvier 2024 | Essai(s) : 3 K.Williams, Richards (2) Transformation(s) : 1 Metcalfe Pénalité(s) : 1 Metcalfe | Rapport         | Essai(s) : 1 Davies | Rodney Parade, Newport |
| 1er janvier 2024 |                                                                                               | Rapport         |                     | Rodney Parade, Newport |

#### 2ejournée
| 6 janvier 2024 | Édimbourg Rugby                                           | 17 - 27 (7 - 15) | Wolfhounds bo                                                               | The Hive Stadium Arbitre : Michael Todd |
| 6 janvier 2024 | Essai(s) : 3 Orr (2), Bell Transformation(s) : 1 McNamara | Rapport          | Essai(s) : 5 Delaney, Behan, Wafer (2), Hogan Transformation(s) : 1 O'Brien | The Hive Stadium Arbitre : Michael Todd |
| 6 janvier 2024 |                                                           | Rapport          |                                                                             | The Hive Stadium Arbitre : Michael Todd |

| 6 janvier 2024 | Clovers | 20 - 5 (5 - 5) | Brython Thunder                                                  | Donnybrook Rugby Ground, Dublin |
| 6 janvier 2024 | Essai(s) : 3 Hughes (en) (14e), Campbell (54e), McGrath (65e) Transformation(s) : 1 Deely (65e) Pénalité(s) : 1 Deely (80e) Carton(s) jaune(s) : 1 O'Driscoll (42e) | Rapport        | Essai(s) : 1 Callender (35e) Carton(s) jaune(s) : 1 R.Carr (53e) | Donnybrook Rugby Ground, Dublin |
| 6 janvier 2024 | | Rapport        |                                                                  | Donnybrook Rugby Ground, Dublin |

| 7 janvier 2024 | Gwalia Lightning bo                                                                                                | 36 - 19 (15 - 5) | Glasgow Warriors               | Cardiff Arms Park, Cardiff |
| 7 janvier 2024 | Essai(s) : 6 Hopkins (2), Richards, Hughes, Jones, Constable Transformation(s) : 3 Metcalfe Carton(s) jaune(s) : 1 | Rapport          | Essai(s) : 3 Bogan, Tucker (2) | Cardiff Arms Park, Cardiff |
| 7 janvier 2024 | | Rapport          |                                | Cardiff Arms Park, Cardiff |

#### 3ejournée
| 13 janvier 2024 | Glasgow Warriors | 12 - 40 (5 - 21) | Wolfhounds bo | Scotstoun Stadium, Glasgow 905 spectateurs Arbitre : Sam O’Neil |
| 13 janvier 2024 | Essai(s) : 2 Snailham (30e), McMillan (49e) Transformation(s) : 1 MacRae (49e) Carton(s) jaune(s) : 1 Snailham (75e) | Rapport          | Essai(s) : 6 Delaney (13e), Djougang (19e), Barrett (40e), Whelan (43e), Corrigan (52e), Hogan (72e) Transformation(s) : 5 O'Brien (13e, 19e), Caughey (40e, 43e, 72e) | Scotstoun Stadium, Glasgow 905 spectateurs Arbitre : Sam O’Neil |
| 13 janvier 2024 | | Rapport          | | Scotstoun Stadium, Glasgow 905 spectateurs Arbitre : Sam O’Neil |

| 14 janvier 2024 | Clovers | 19 - 17 (12 - 10) | Gwalia Lightning bd                                                                      | Musgrave Park, Cork Arbitre : Kevin Coffey |
| 14 janvier 2024 | Essai(s) : 3 Flannery (36e), Gorman (39e), Ormond (80e) Transformation(s) : 2 Flannery (36e, 80e) Carton(s) jaune(s) : 2 McInerney (33e), Buttimer (52e) | Rapport           | Essai(s) : 3 Hopkins (17e), Reardon (33e), Evans (75e) Transformation(s) : 1 Jones (75e) | Musgrave Park, Cork Arbitre : Kevin Coffey |
| 14 janvier 2024 | | Rapport           |                                                                                          | Musgrave Park, Cork Arbitre : Kevin Coffey |

| 14 janvier 2024 | Brython Thunder bd                                                                                             | 17 - 22 (17 - 12) | Édimbourg Rugby bo                                                              | Parc y Scarlets, Llanelli environ 700 spectateurs Arbitre : Sarah Toll |
| 14 janvier 2024 | Essai(s) : 3 Wakely, Tromans, A.Williams Transformation(s) : 1 A.Williams Carton(s) jaune(s) : 1 Tromans (59e) | Rapport           | Essai(s) : 4 Muzambe (en), Mattinson, Walker, Bell Transformation(s) : 1 Marlow | Parc y Scarlets, Llanelli environ 700 spectateurs Arbitre : Sarah Toll |
| 14 janvier 2024 | | Rapport           |                                                                                 | Parc y Scarlets, Llanelli environ 700 spectateurs Arbitre : Sarah Toll |

#### 4ejournée
| 27 janvier 2024 | Glasgow Warriors                           | 10 - 29 (5 - 24) | Clovers bo | Scotstoun Stadium, Glasgow Arbitre : Ciaran Stark Écosse |
| 27 janvier 2024 | Essai(s) : 2 Hannay (40e), Blacklock (66e) | Rapport          | Essai(s) : 5 Deely (2e), Wall (9e), Buttimer (28e), Kiripati (32e), Heylmann (61e) Transformation(s) : 2 Flannery (2e, 32e) Carton(s) jaune(s) : 1 Salter-Townshend (13e) | Scotstoun Stadium, Glasgow Arbitre : Ciaran Stark Écosse |
| 27 janvier 2024 |                                            | Rapport          | | Scotstoun Stadium, Glasgow Arbitre : Ciaran Stark Écosse |

| 27 janvier 2024 | Wolfhounds bo | 41 - 10 (17 - 5) | Brython Thunder                                  | Kingspan Stadium, Belfast Arbitre : Andrew Munce |
| 27 janvier 2024 | Essai(s) : 7 Hogan (24e), Delaney (35e), Corrigan (40e, 42e, 48e, 70e), Marley (62e) Transformation(s) : 3 Caughey (24e, 48e, 62e) | Rapport          | Essai(s) : 2 Thomas-Bradley (31e), Harries (77e) | Kingspan Stadium, Belfast Arbitre : Andrew Munce |
| 27 janvier 2024 | | Rapport          |                                                  | Kingspan Stadium, Belfast Arbitre : Andrew Munce |

| 28 janvier 2024 | Gwalia Lightning bd                                           | 19 - 20 (7 - 15) | Édimbourg Rugby bo                                    | Cardiff Arms Park, Cardiff Arbitre : Amber Stamp |
| 28 janvier 2024 | Essai(s) : 3 Jones (2), Thicker Transformation(s) : 2 Wilkins | Rapport          | Essai(s) : 4 Whitehouse, Bell, Fletcher, Muzambe (en) | Cardiff Arms Park, Cardiff Arbitre : Amber Stamp |
| 28 janvier 2024 |                                                               | Rapport          |                                                       | Cardiff Arms Park, Cardiff Arbitre : Amber Stamp |

#### 5ejournée
| 3 février 2024 | Édimbourg Rugby bo | 35 - 21 (12 - 21) | Clovers | The Hive Stadium, Édimbourg 1 012 spectateurs Arbitre : Rob McDowell |
| 3 février 2024 | Essai(s) : 5 Poolman (20e), Whitehouse (35e), Orr (57e), Denholm (70e), Thomson (80e) Transformation(s) : 2 Marlow (20e), McNamara (70e) Pénalité(s) : 2 Marlow (45e), McNamara (78e) Carton(s) jaune(s) : 1 Flynn (23e) | Rapport           | Essai(s) : 3 McInerney (14e), O'Dowd (26e), Ugwueru (30e) Transformation(s) : 3 Flannery (14e, 26e), Deely (30e) | The Hive Stadium, Édimbourg 1 012 spectateurs Arbitre : Rob McDowell |
| 3 février 2024 | | Rapport           | | The Hive Stadium, Édimbourg 1 012 spectateurs Arbitre : Rob McDowell |

| 3 février 2024 | Wolfhounds bo | 36 - 24 (24 - 12) | Gwalia Lightning bo | Donnybrook Rugby Ground, Dublin Arbitre : Max Weston |
| 3 février 2024 | Essai(s) : 6 Heffernan (1re), Corrigan (12e, 15e, 49e), Marley (34e), Haney (73e) Transformation(s) : 3 Caughey (15e, 34e, 49e) | Rapport           | Essai(s) : 4 Thicker (9e), De Vera (30e), Lewis (en) (45e), De Filippo (en) (69e) Transformation(s) : 2 Wilkins (30e, 69e) | Donnybrook Rugby Ground, Dublin Arbitre : Max Weston |
| 3 février 2024 | | Rapport           | | Donnybrook Rugby Ground, Dublin Arbitre : Max Weston |

| 3 février 2024 | Brython Thunder bo                                                                                       | 22 - 12 (17 - 5) | Glasgow Warriors                                                  | Eirias Stadium, Colwyn Bay Arbitre : Jenny Davies |
| 3 février 2024 | Essai(s) : 4 Callender (21e, 79e), Williams (32e), Singleton (35e) Transformation(s) : 1 Wilkinson (35e) | Rapport          | Essai(s) : 2 Fraser (39e, 75e) Transformation(s) : 1 MacRae (75e) | Eirias Stadium, Colwyn Bay Arbitre : Jenny Davies |
| 3 février 2024 | | Rapport          |                                                                   | Eirias Stadium, Colwyn Bay Arbitre : Jenny Davies |

### Phase finale

#### 6ejournée
| 17 février 2024 | Édimbourg Rugby bo                                                                                 | 26 - 26 (12 - 12) | Wolfhounds bo | Edinburgh Rugby Stadium, Édimbourg 959 spectateurs Arbitre : David Young |
| 17 février 2024 | Essai(s) : 4 Orr (8e, 31e), Bell (43e), Stewart (61e) Transformation(s) : 3 Marlow (31e, 43e, 61e) | Rapport           | Essai(s) : 4 Boylan (5e), Haney (39e), Djougang (77e), Corrigan (80e) Transformation(s) : 3 Caughey (39e, 77e, 80e) | Edinburgh Rugby Stadium, Édimbourg 959 spectateurs Arbitre : David Young |
| 17 février 2024 | | Rapport           | | Edinburgh Rugby Stadium, Édimbourg 959 spectateurs Arbitre : David Young |

| 17 février 2024 | Glasgow Warriors bd                                                             | 17 - 24 (3 - 12) | Brython Thunder bo                                                                 | Scotstoun Stadium, Glasgow |
| 17 février 2024 | Essai(s) : 2 McLaren, Faser Transformation(s) : 2 MacRae Pénalité(s) : 1 MacRae | Rapport          | Essai(s) : 4 Harries, Thomas-Bradley, Wakely, Webb Transformation(s) : 2 Wilkinson | Scotstoun Stadium, Glasgow |
| 17 février 2024 |                                                                                 | Rapport          |                                                                                    | Scotstoun Stadium, Glasgow |

#### 7ejournée
| 24 février 2024 | Gwalia Lightning bo | 43 - 5 (12 - 5) | Glasgow Warriors           | Kingspan Stadium, Belfast |
| 24 février 2024 | Essai(s) : 7 King, Wilkins, M.Davies, Constable, Reardon, K.Davies, Parry Transformation(s) : 4 Wilkins Carton(s) jaune(s) : 1 E.Jones | Rapport         | Essai(s) : 1 Anderson (en) | Kingspan Stadium, Belfast |
| 24 février 2024 | | Rapport         |                            | Kingspan Stadium, Belfast |

| 24 février 2024 | Wolfhounds bo | 47 - 26 (33 - 7) | Clovers bo | Kingspan Stadium, Belfast Arbitre : Andrew Mitchell |
| 24 février 2024 | Essai(s) : 6 Corrigan (3e, 44e, 49e), McCormill (12e), O'Connor (en) (22e), Whelan (26e, 36e) Transformation(s) : 6 Caughey (3e, 12e, 22e, 26e, 44e, 49e) | Rapport          | Essai(s) : 4 Ormond (16e), Buttimer (47e), Óg O'Leary (en) (73e), Heylmann (80e+3) Transformation(s) : 3 Flannery (16e, 47e), Fowley (73e) | Kingspan Stadium, Belfast Arbitre : Andrew Mitchell |
| 24 février 2024 | | Rapport          | | Kingspan Stadium, Belfast Arbitre : Andrew Mitchell |

#### 8ejournée
| 3 mars 2024 | Clovers                                                                       | 12 - 12 (7 - 0) | Édimbourg Rugby                                                             | Parc y Scarlets, Llanelli Arbitre : Jenny Davies |
| 3 mars 2024 | Essai(s) : 2 Gorman (44e), Barrett (52e) Transformation(s) : 1 Flannery (52e) | Rapport         | Essai(s) : 2 McNamara (39e), Lloyd (80e) Transformation(s) : 1 Marlow (39e) | Parc y Scarlets, Llanelli Arbitre : Jenny Davies |
| 3 mars 2024 |                                                                               | Rapport         |                                                                             | Parc y Scarlets, Llanelli Arbitre : Jenny Davies |

| 3 mars 2024 | Brython Thunder bo                                                                                            | 30 - 5 (22 - 0) | Gwalia Lightning      | Parc y Scarlets, Llanelli |
| 3 mars 2024 | Essai(s) : 5 Tromans, A.Williams, Wakely, Harries, Morgan Transformation(s) : 1 Wilkinson Drop(s) : 1 Harries | Rapport         | Essai(s) : 1 M.Davies | Parc y Scarlets, Llanelli |
| 3 mars 2024 | | Rapport         |                       | Parc y Scarlets, Llanelli |